# Wenzeslaw Simeonow
Wenzeslaw Simeonow (bulgarisch Венцеслав Симеонов, englische Transkription Ventzislav Simeonov, italienische Transkription Ventceslav Simeonov, * 3. Februar 1977 in Plowdiw) ist ein bulgarisch-italienischer Volleyballspieler.

## Karriere
Simeonow begann seine Karriere 1996 bei Piemonte Volley. Mit dem Verein gewann er 1997 und 1998 den europäischen Top Teams Cup. Anschließend spielte er jeweils eine Saison bei den Zweitligisten Indomita Salerno und Virtus Volley Fano. 2000 wechselte er zum Erstligisten Gabeca Volley Montichiari. In der Saison 2002/2003 war der Diagonalangreifer wieder bei Piemonte aktiv, bevor er zu Pallavolo Padua. 2004 erreichte der gebürtige Bulgare mit der italienischen Nationalmannschaft das Finale des olympischen Turniers und gewann die Silbermedaille. Ein Jahr später wechselt er zu Pallavolo Piacenza. Mit Piacenza unterlag er 2008 im Finale der Champions League gegen VK Zenit-Kasan. Danach ging er zu Tonno Callipo Vibo Valentia. Nach einer weiteren Saison in Padua wurde er 2012 vom deutschen Bundesligisten VfB Friedrichshafen verpflichtet.